# Rastellus sabulosus
Espèce
Rastellus sabulosus est une espèce d'araignées aranéomorphes de la famille des Gnaphosidae.

## Distribution
Cette espèce est endémique de Namibie.

## Description
La femelle holotype mesure 2,39 mm.

## Systématique et taxinomie
Cette espèce a été décrite par Platnick et Griffin en 1990.

## Publication originale
- Platnick & Griffin, 1990 : « On Rastellus, a new genus of the spider family Ammoxenidae (Araneae, Gnaphosoidea). » American Museum Novitates, no 2995, p. 1-11 (texte intégral).